# حيد السفلات (يهر)

تعديل مصدري - تعديل

حيد السفلات هي إحدى قرى عزلة يهر بمديرية يهر التابعة لمحافظة لحج، بلغ تعداد سكانها 41 نسمة حسب تعداد اليمن لعام 2004.